# Le Procès Paradine
Pour plus de détails, voir Fiche technique et Distribution.
Le Procès Paradine (titre original : The Paradine Case) est un film de procès américain réalisé par Alfred Hitchcock et sorti en 1947.

## Synopsis
L'avocat Anthony Keane (Gregory Peck) est chargé de la défense de Mrs. Paradine (Alida Valli), une belle italienne d'origine modeste qui est accusée d'avoir empoisonné son riche mari, aveuglé pendant la guerre. Fasciné par la beauté de sa cliente, il se laisse aisément persuader de son innocence, d'autant plus qu'il ne tarde pas à s'amouracher d'elle, bien que marié lui-même avec une femme présentant toutes les qualités. 
Pour démontrer l'innocence de Mrs. Paradine, il cherche à jeter le blâme sur le valet de chambre du défunt, qui était dévoué à son maître. Cet angle d’attaque déclenche une grande alarme de la part de Mrs. Paradine et conduit le valet à un tel désespoir qu’il se suicide. Lorsque la mort du valet est annoncée dans la salle d’audience, Mrs. Paradine se retourne furieusement contre Keane, l’accusant de l’avoir trahie en provoquant le décès de son amant. Privée de son amour et sans raison de rester en vie, elle admet qu’elle a assassiné son mari, ce qui signifie qu’elle sera condamnée à la peine capitale. Quant à Keane, alors que sa carrière d’avocat pénaliste semble avoir pris fin, au moins sa femme lui pardonne et lui témoigne tout son soutien pour relancer cette carrière.

## Fiche technique
- Titre original : The Paradine Case

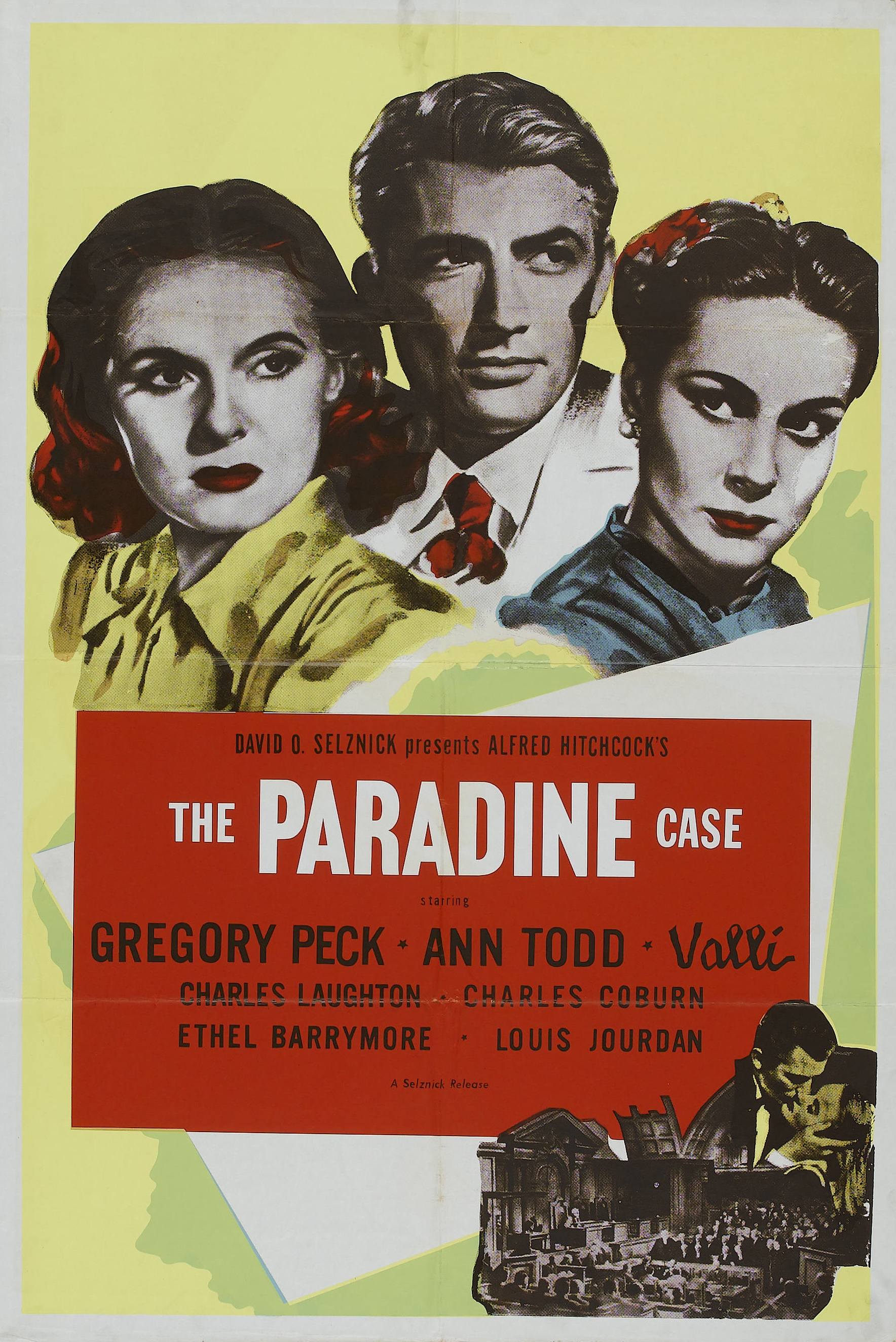
Affiche du film.

- Titre français : Le Procès Paradine
- Réalisation : Alfred Hitchcock
- Scénario : James Bridie, Alma Reville, David O. Selznick et Ben Hecht (non crédité) d'après un roman de Robert Smythe Hichens
- Direction artistique : Thomas N. Morahan
- Architecte à la décoration : Joseph McMillan Johnson (en)
- Décors : Emile Kuri
- Costumes : Travis Banton et Charles Arrico[1] (non crédité)
- Photographie : Lee Garmes
- Directeur du son : James G. Stewart (en)
- Montage : Hal C. Kern et John Faure[2]
- Musique : Franz Waxman et Paul Dessau (non crédité)
- Production : David O. Selznick
- Sociétés de production : Vanguard Films, The Selznick Studio
- Pays d'origine :  États-Unis
- Langue originale : anglais
- Format : noir et blanc – 35 mm – 1,37:1 – mono (Western Electric Recording)
- Genre : drame judiciaire
- Durée : 110 minutes
- Dates de sortie :
  - États-Unis : 29 décembre 1947 (première mondiale à Los Angeles), 8 janvier 1948 (première à New York)
  - France : 21 décembre 1949
- Affiches : René Péron, Roger Rojac (France)

## Distribution
- Gregory Peck (VF : Marc Valbel) : Anthony Keane
- Ann Todd (VF : Claire Guibert) : Gay Keane
- Charles Laughton (VF : Raymond Rognoni) : Lord Thomas Horfield, juge
- Charles Coburn (VF : Jean Brochard) : Sir Simon Flaquer
- Ethel Barrymore (VF : Cécile Didier) : Lady Sophie Horfield
- Louis Jourdan (VF : Jacques Beauchey) : André Latour
- Alida Valli (VF : Paula Dehelly) : Mrs. Maddalena Anna Paradine
- Joan Tetzel (VF : Marguerite Cassan) : Judy Flaquer
- Leo G. Carroll : Sir Joseph
- Isobel Elsom : l'aubergiste

Et parmi les acteurs non crédités :
- Leonard Carey : sténographe au procès
- Lumsden Hare : un agent d'audience
- John Williams : Barrister Collins

## Production
Le Procès Paradine est le dernier film tourné par Hitchcock pour le producteur David O. Selznick, à l'origine du projet. L'attachement de Selznick pour l'adaptation du roman de Robert Smythe Hichens remonte au début des années 1930. Il est à la mesure du désengagement du réalisateur dont l'attention se porte déjà alors sur le premier projet de la société de production Transatlantic Pictures qu'il vient de monter avec Sidney Bernstein (en).
De fait les interventions de Selznick dépassent définitivement le cadre des interférences puisqu'il réécrira avant et pendant le tournage le scénario et remontera largement le film en gommant de nombreuses intentions du réalisateur (travellings intrusifs, regards caméra). Hitchcock n'a bien sûr pas non plus la main sur la distribution, pour laquelle il avait envisagé Laurence Olivier (Anthony Keane), Greta Garbo (Anna Paradine) et Robert Newton (André Latour). Il en profite néanmoins comme toujours pour tester de nouveaux modes de narration et de réalisation. Dans le cas présent, il expérimente, pour la partie « procès », la prise de vue à caméras multiples (quatre en l'occurrence), technique qui s'imposera par la suite à la télévision pour des raisons économiques, mais dont l'ambition était aussi alors de fluidifier les prises de vue (non contraintes directement par le montage) et permettre ainsi aux acteurs portés par la continuité de mieux déployer leur jeu.
Un des plans les plus remarquables est le mouvement circulaire qui accompagne l'entrée d'André Latour au tribunal, dans le dos d'Anna. Cet effet surréaliste matérialisant la perception claire qu'Anna a de la présence d'André (dont elle suit virtuellement les mouvements de dos) fut obtenu en filmant l'actrice placée sur un tabouret mis en rotation devant une transparence. On retient aussi les mouvements circulaires sur le visage d'Anna, ceux d'une caméra qui scrute pour le spectateur un visage, en révélant toutes ses dimensions à défaut de ses secrets.

## Nominations
- Nomination à l'Oscar de la meilleure actrice dans un second rôle en 1948 pour Ethel Barrymore

## À noter
- Si l'utilisation des matte paintings est importante comme de coutume dans les productions Selznick, le tribunal est un décor bien réel qui reproduit jusqu'au plafond le Old Bailey de Londres.
- Caméo de Hitchcock : il quitte un train un violoncelle à la main.
- Le film est ressorti en salles à Paris, le 9 août 1967, distribué par Athos Films, sous le titre Le Mystère de l'Affaire Paradine.